# Sankta Katarinas kapell
Sankta Katarinas kapell (ryska: Часовня Святой Екатерины; translitteration: Chasovnja Svjatoj Ekaterinae) är ett rysk-ortodoxt kapell beläget på Trudatorget i staden Jekaterinburg, i Sverdlovsk oblast i västra Ryssland.
Kapellet är uppkallat efter heliga Katarina av Alexandria och tillhör det rysk-ortodox stiftet Jekaterinburgs stift.

## Historik

### Tidigare kyrkor
På den plats där kapellet står var det tidigare en kyrka (Katarinas kyrka) och en katedral (Katarinakatedralen). Kyrkan grundades 1723 men brann ner 1747. Katedralen grundades 1758 och sprängdes 1930.

### Byggandet
År 1997 utfärdade ledaren i Jekaterinburg en officiell förordning för att uppföra ett ortodoxt kapell tillägnat martyren Katarina på platsen där Katarinakatedralen stod tidigare. Byggandet initierades av en grupp ortodoxa troende och fick stöd från biskop Nikon av Jekaterinburg och Verchoture.
Ett institut för historia och arkeologi tog på sig finansieringen av projektet, och arbetet genomfördes noggrant enligt en planerad dokumentation. Huvudfasen av konstruktionen slutfördes 1998 i samband med Jekaterinburgs 275-årsjubileum.

### Resultat
Från början ville Arkitekten Alexander Vladimirovich Dolgov att kapellet skulle ha fem tak. Han hjälpte till att bestämma var ett minneskors skulle sättas upp och var viktig för att välja platsen för kapellet. Kapellet behövde byggas snabbt under en svår tid under 1998. På grund av det gick inte allt som planerat. Bland annat blev mosaikerna utanför inte klara och insidan av kapellet blev inte som arkitekten ville.

### Församlingen
Från 1998 till 2011 hölls speciella böner i kapellet för att hedra stadens skyddshelgon. Men sedan 2011 började en liten grupp från en kyrka vid namn Den store martyren Panteleimons kyrka träffas varje söndag klockan 19:00 i kapellet för att be tillsammans för Sankta Katarina. Fler människor började alltmer gå med i bönestunderna. Med tiden blev kom de överens och startade en grupp som senare blev en församling.
Den 24 december 2012 gav metropolit Kirill av Jekaterinburg och Verchoture sitt godkännande för att starta församlingen. Den 20 april 2014, på påskdagen, hölls den första gudstjänsten på länge i kapellet. Sedan dess har verksamheter hållits varje vecka.

## Inventarier
En träikonostas med ikoner som föreställer Jesus och Jungfru Maria sattes upp 2015.

## Övrigt
År 2010 försökte ärkebiskop Vikenty av Jekaterinburg och Verchoture övertala den dåvarande guvernören för Sverdlovsk oblast, Alexander Misharin, att restaurera Katarinakatedralen. Stadsborna gillade dock inte den idén.
Kapellets präst är Serge Tsichanovskij.

## Bilder

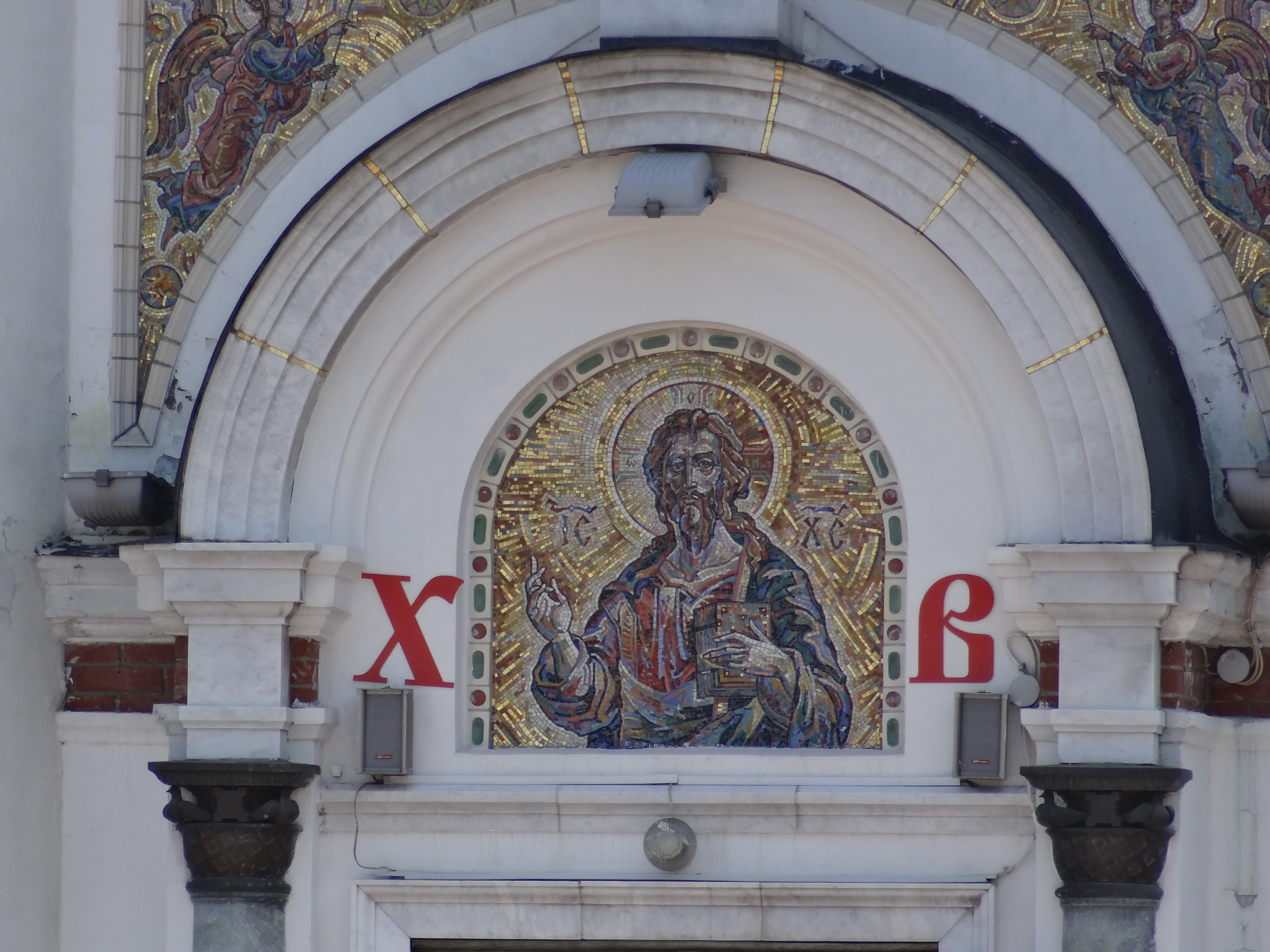
Mosaik ovanför ingången föreställande Jesus.
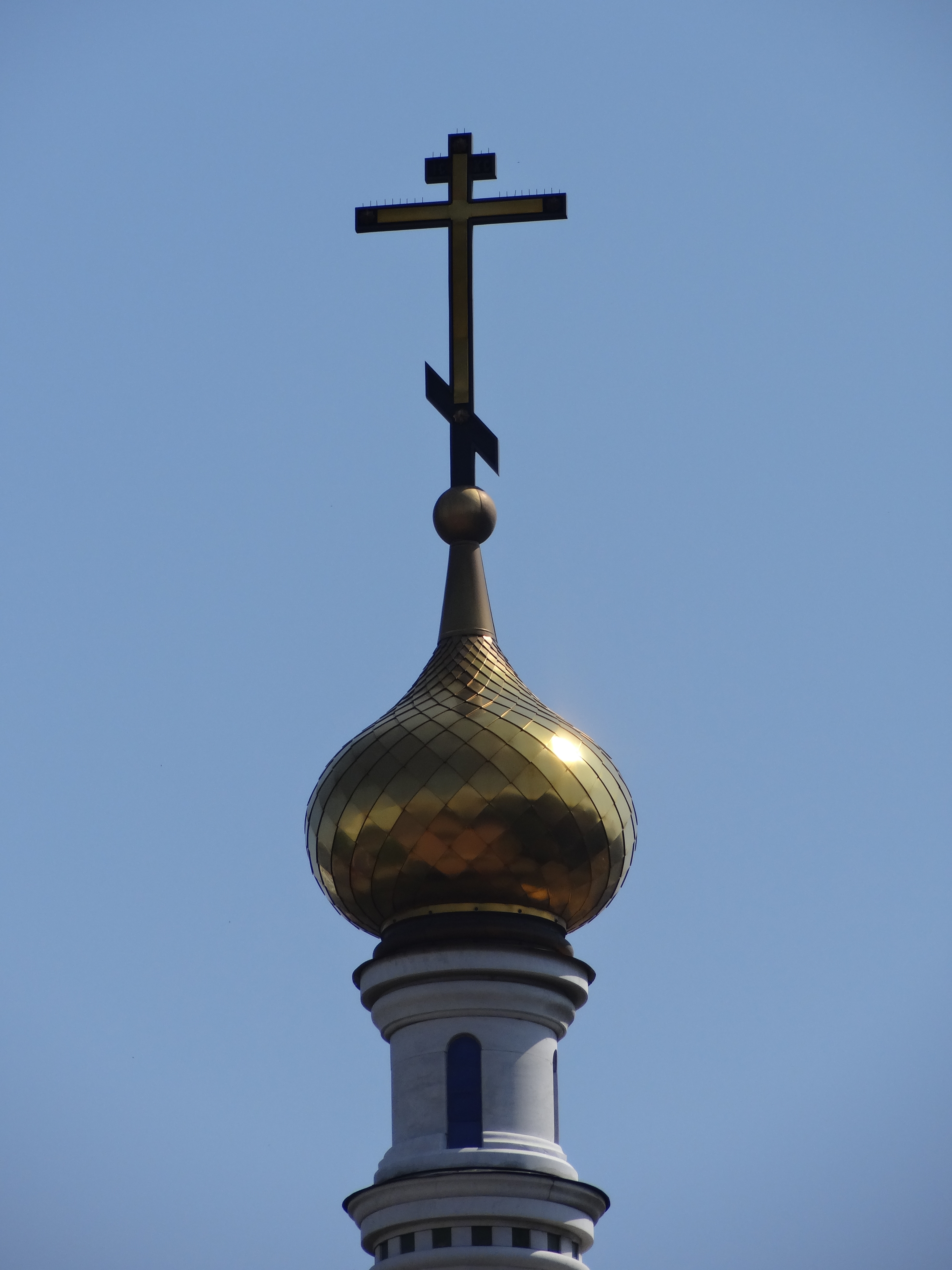
En av kupolerns med ett ortodoxt kors på.